# يوكو أريهاما
يوكو أريهاما مواليد 18 أغسطس 1984، هي لاعبة كرة يد يابانية تلعب كظهير أيسر. مثلت منتخب اليابان لكرة اليد للسيدات.

## سجل المنافسة
شاركت في البطولات التالية:
- بطولة العالم لكرة اليد للسيدات 2011
- بطولة العالم لكرة اليد للسيدات 2013
- بطولة العالم لكرة اليد للسيدات 2015